# 銀盤酒造
銀盤酒造株式会社（ぎんばん しゅぞう）は、富山県黒部市荻生4853-3 にある、おもに日本酒の造り酒屋である。

## 概要
太古の時代に酒が湧き出たと伝わる黒部川扇状地湧水群の清水と、井戸水を使用して日本酒などを製造する。旧社名は荻生酒造であった。

## 歴史
- 1910年（明治43年）9月 - 創業[5]。
- 1956年（昭和31年）12月25日 - 酒造場が完工する[6]。
- 1996年（平成8年）4月 - 北陸地方初の地ビール「秘峡黒部ビール」を発売する[7]。
- 2016年（平成28年）6月17日 - 阪神酒販へ全株式を譲渡して同社の子会社となる[8]。
- 2017年（平成29年）10月 - 後継者難で阪神酒販が株式の95%を盛田株式会社へ譲渡し、盛田の子会社となる[9][10]。

## おもな商品
「銀盤」銘柄など日本酒を主力に、古酒、米焼酎、梅酒などリキュール、料理酒、みりん、オリゴ糖、酒粕製品などを製造して販売する。
2000年から発泡酒『黒部トレビアン』などガス入りワインやウォッカなどを製造し、2008年にガス入り清酒の製造も工夫した。
2017年に、日本酒の新ブランド「剱岳」を含め特定名称酒を中心に40品目を追加して既存商品を500品目から200品目へ統廃合した。

## 本社と工場
〒938-0801 富山県黒部市荻生4853-3